# Thiên Miêu
Thiên Miêu 天猫, (tiếng La Tinh: Lynx) là một trong 88 chòm sao hiện đại, mang hình ảnh con linh mèo.
Chòm sao này có diện tích 545 độ vuông, nằm trên thiên cầu bắc, chiếm vị trí thứ 28 trong danh sách các chòm sao theo diện tích.
Chòm sao Thiên Miêu nằm kề các chòm sao Bạch Dương, Đại Hùng, Lộc Báo, Ngự Phu, Song Tử, Cự Giải, Sư Tử, Tiểu Sư.

## Tên gọi
Chòm sao Thiên Miêu được tạo ra vào thế kỉ 17 bởi nhà thiên văn học người Ba Lan - Johannes Hevelius, chòm sao này lấp đầy khoảng trống lớn giữa chòm sao Đại Hùng (Ursa Major) và Ngự Phu (Auriga) .Khi đặt tên cho chòm sao này, Johannes Hevelius đã nghĩ tới nhân vật thần thoại Lynceus - người có thị lực tinh tường nhất trên thế giới.

## Thiên thể
Các thiên thể đáng quan tâm
- Sao đôi 10UMa
- Thiên hà xoắn ốc NGC 2683
- Cụm sao cầu NGC 2419